# Districtul Emmendingen
Districtul Emmendingen este un district rural (Landkreis) din landul Baden-Württemberg, Germania.
1. 1 2 3  GeoNames